# Danh sách nhân vật trong Steven Universe
Steven Universe là một loạt phim truyền hình hoạt hình của Mỹ được tạo ra bởi Rebecca Sugar và được sản xuất bởi Cartoon Network Studios. Loạt phim tập trung vào cuộc phiêu lưu của Crystal Gems —những chiến binh ngoài hành tinh ma thuật bảo vệ Trái đất khỏi đồng loại của họ — và những con người mà họ tương tác tại thị trấn hư cấu Beach City. Nó đã nhận được sự hoan nghênh của giới phê bình vì sự đa dạng và tính cách sâu sắc của các nhân vật; mô tả của nó về các mối quan hệ, bao gồm cả các mối quan hệ đồng tính; và lật đổ các chuẩn mực giới tính khuôn mẫu, cùng với phong cách nghệ thuật, lồng tiếng, âm nhạc và kể phim.
Khái niệm và sáng tạo
Theo Rebecca Sugar, quá trình sản xuất trên Steven Universe đã bắt đầu khi làm việc với các nhà biên kịch Adventure Time khác. Tập cuối cùng của anh ấy cho loạt phim là "Simon & Marcy", đạt đến mức nhận ra nó "đã trở nên không thể hoàn thành". Cô ấy sẽ gặp khó khăn này chỉ trong quá trình sản xuất tập phim.
Nhân vật tiêu đề, Steven, được dựa trên người em trai của người sáng tạo Rebecca Sugar, Steven Sugar, là một trong những nghệ sĩ của bộ truyện. Lớn lên, Sugar hợp tác với anh trai và bạn bè của mình để tạo ra những cuốn truyện tranh. Trong một cuộc phỏng vấn với The New York Times, cô nhận xét về sự phát triển của nhân vật chính trong phim hoạt hình, bày tỏ sự sẵn sàng phát triển nhân vật theo quan điểm của em trai cô "khi bạn sống vô tư và được mọi người chú ý, nhưng đồng thời bạn cũng phải trưởng thành và chứng minh rằng bạn không phải là một đứa trẻ nữa ".
Các nhân vật phụ Lars và Sadie ban đầu được tạo ra bởi Sugar trong những ngày trung học của cô ấy. Theo cô, "Đá quý là một phiên bản của tôi... thần kinh, lười biếng, quyết đoán".  Sự hiện diện bất thường của các nhân vật nữ trong loạt phim về một cậu bé - tất cả các nhân vật chính ngoại trừ Steven và Greg đều là nữ - là có chủ ý, theo Sugar. Cô dự định "phá bỏ định kiến giới trong phim hoạt hình dành cho trẻ em" vì cô cho rằng phim hoạt hình hướng đến trẻ em trai về cơ bản khác với phim hoạt hình dành cho trẻ em gái là điều vô lý.
Sugar cho biết việc tạo ra một số yếu tố của bộ truyện được lấy cảm hứng từ Future Boy Conan và Sailor Moon.
Các bài hát và số lượng âm nhạc của loạt phim do Rebecca sản xuất cùng với các tác giả của cô, những người cộng tác viết lời cho mỗi bài hát. Theo Rebecca, không phải tất cả các tập đều có một bài hát, chỉ tạo một bài hát "khi cần thiết".

## Các nhân vật
| Tên nhân vật                 | Chủng loại              | Mùa                     | Mùa                     | Mùa                     | Mùa                     | Mùa                     | Mùa                     | Mùa                     |
| Tên nhân vật                 | Chủng loại              | 1                       | 2                       | 3                       | 4                       | 5                       | Movie                   | Future                  |
| Những chiến binh đá quý      | Những chiến binh đá quý | Những chiến binh đá quý | Những chiến binh đá quý | Những chiến binh đá quý | Những chiến binh đá quý | Những chiến binh đá quý | Những chiến binh đá quý | Những chiến binh đá quý |
| ---------------------------- | ----------------------- | ----------------------- | ----------------------- | ----------------------- | ----------------------- | ----------------------- | ----------------------- | ----------------------- |
| Rose Quartz (Thạch Anh Hồng) | Đá quý                  | Phụ                     | Khách mời               | Ít xuất hiện            | Ít xuất hiện            | Ít xuất hiện            | Ít xuất hiện            | Ít xuất hiện            |
| Garnet (Ngọc Hồng Lựu)       | Đá quý                  |                         |                         |                         |                         |                         |                         |                         |
| Pearl (Ngọc Trai)            | Đá quý                  |                         |                         |                         |                         |                         |                         |                         |
| Amethyst (Thạch Anh Tím)     | Đá quý                  |                         |                         |                         |                         |                         |                         |                         |
| Steven Universe              | Bán nhân                |                         |                         |                         |                         |                         |                         |                         |
| Bismuth (Đá Bít-mớt)         | Đá quý                  |                         |                         |                         |                         | Phụ                     | Nhân vật chính          | Nhân vật chính          |
| Peridot (Đá Ô Liu)           | Đá quý                  | Phụ                     | Phụ                     | Phụ                     | Nhân vật chính          | Nhân vật chính          | Nhân vật chính          | Nhân vật chính          |
| Lapis Lazuli (Ngọc Lưu Ly)   | Đá quý                  |                         |                         |                         |                         |                         |                         |                         |
| Connie Maheswaran            | Nhân loại               |                         |                         |                         |                         |                         |                         |                         |
| Greg Universe (Grết U-nivớt) | Nhân loại               | Phụ                     | Phụ                     | Phụ                     | Phụ                     | Phụ                     | Phụ                     | Nhân vật chính          |
| Sư tử                        | Động vật                | Phụ                     | Phụ                     | Phụ                     | Phụ                     | Phụ                     | Phụ                     | Phụ                     |

## Nhân vật khác
| Tên nhân vật                | Chủng loại | Mùa                                 | Mùa                                 | Mùa                                 | Mùa                                 | Mùa                                 | Mùa                                 | Mùa                                 |
| Tên nhân vật                | Chủng loại | 1                                   | 2                                   | 3                                   | 4                                   | 5                                   | Movie                               | Future                              |
| Kim cương                   | Kim cương  | Kim cương                           | Kim cương                           | Kim cương                           | Kim cương                           | Kim cương                           | Kim cương                           | Kim cương                           |
| --------------------------- | ---------- | ----------------------------------- | ----------------------------------- | ----------------------------------- | ----------------------------------- | ----------------------------------- | ----------------------------------- | ----------------------------------- |
| Kim cương Trắng             | Đá quý     | Không xuất hiện                     | Không xuất hiện                     | Không xuất hiện                     | Không xuất hiện                     | Phản diện chính                     | Khách mời                           | Khách mời                           |
| Kim cương Vàng              | Đá quý     | Không xuất hiện                     | Không xuất hiện                     | Không xuất hiện                     | Không xuất hiện                     | Phụ                                 | Khách mời                           | Khách mời                           |
| Kim cương Lam               | Đá quý     | Không xuất hiện                     | Không xuất hiện                     | Không xuất hiện                     | Không xuất hiện                     | Phụ                                 | Khách mời                           | Khách mời                           |
| Kim cương Hồng              | Đá quý     | Được nhắc tới nhưng không xuất hiện | Được nhắc tới nhưng không xuất hiện | Được nhắc tới nhưng không xuất hiện | Được nhắc tới nhưng không xuất hiện | Được nhắc tới nhưng không xuất hiện | Được nhắc tới nhưng không xuất hiện | Được nhắc tới nhưng không xuất hiện |
| Ngọc trai                   |            |                                     |                                     |                                     |                                     |                                     |                                     |                                     |
| Ngọc trai Vàng              | Đá quý     | Không xuất hiện                     | Không xuất hiện                     | Không xuất hiện                     | Không xuất hiện                     | Khách mời                           | Khách mời                           | Khách mời                           |
| Ngọc trai lam               | Đá quý     | Không xuất hiện                     | Không xuất hiện                     | Không xuất hiện                     | Không xuất hiện                     | Khách mời                           | Khách mời                           | Khách mời                           |
| Ngọc trai hồng              | Đá quý     | Không xuất hiện                     | Không xuất hiện                     | Không xuất hiện                     | Không xuất hiện                     | Không xuất hiện                     | Không xuất hiện                     | Phụ                                 |
| Đá quý khác                 |            |                                     |                                     |                                     |                                     |                                     |                                     |                                     |
| Đá mã não                   | Đá quý     | Không xuất hiện                     | Không xuất hiện                     | Không xuất hiện                     | Khách mời                           | Không xuất hiện                     | Không xuất hiện                     | Không xuất hiện                     |
| Aquamarine (Ngọc xanh biển) | Đá quý     | Không xuất hiện                     | Không xuất hiện                     | Không xuất hiện                     | Không xuất hiện                     | Phản diện                           | Không xuất hiện                     | Phản diện                           |
| Topas (Đá hoàng ngọc)       | Đá quý     | Không xuất hiện                     | Không xuất hiện                     | Không xuất hiện                     | Không xuất hiện                     | Khách mời                           | Không xuất hiện                     | Không xuất hiện                     |
| Jasper                      | Đá quý     | Không xuất hiện                     | Không xuất hiện                     | Không xuất hiện                     | Phản diện chính                     | Phản diện chính                     | Không xuất hiện                     | Phản diện                           |
| Spinel (Đá tia lửa)         | Đá quý     | Không xuất hiện                     | Không xuất hiện                     | Không xuất hiện                     | Không xuất hiện                     | Không xuất hiện                     | Phản diện chính                     | Phụ                                 |
| Ngọc lục bảo                | Đá quý     | Không xuất hiện                     | Không xuất hiện                     | Không xuất hiện                     | Khách mời                           | Không xuất hiện                     | Không xuất hiện                     | Không xuất hiện                     |
| Dị Dạng                     |            |                                     |                                     |                                     |                                     |                                     |                                     |                                     |
| Lars (Lát)                  | Người      | Nhân vật lặp lại                    | Nhân vật lặp lại                    | Nhân vật lặp lại                    | Nhân vật lặp lại                    | Nhân vật lặp lại                    | Nhân vật lặp lại                    | Nhân vật lặp lại                    |
| Sapphire Padparadscha       | Đá quý     | Không xuất hiện                     | Không xuất hiện                     | Không xuất hiện                     | Phụ                                 | Phụ                                 | Không xuất hiện                     | Khách mời                           |
| Rutile song sinh            | Đá quý     | Không xuất hiện                     | Không xuất hiện                     | Không xuất hiện                     | Phụ                                 | Phụ                                 | Không xuất hiện                     | Khách mời                           |
| Rhodonite                   | Đá quý     | Không xuất hiện                     | Không xuất hiện                     | Không xuất hiện                     | Phụ                                 | Phụ                                 | Không xuất hiện                     | Khách mời                           |
| Fluorite                    | Đá quý     | Không xuất hiện                     | Không xuất hiện                     | Không xuất hiện                     | Phụ                                 | Phụ                                 | Không xuất hiện                     | Khách mời                           |

## Thành phố bãi biển
| Jamie        | Không | Nhân loại | Nhân vật lặp lại | Nhân vật lặp lại | Nhân vật lặp lại | Nhân vật lặp lại | Nhân vật lặp lại | Nhân vật lặp lại | Nhân vật lặp lại |                  |                  |
| Mr. Smiley   | Không | Nhân loại | Nhân vật lặp lại | Nhân vật lặp lại | Nhân vật lặp lại | Nhân vật lặp lại | Nhân vật lặp lại | Nhân vật lặp lại | Nhân vật lặp lại |                  |                  |
| Kevin        | Không | Nhân loại | Không chất hiện  | Không chất hiện  | Khách mời        | Khách mời        | Không xuất hiện  | Không xuất hiện  | Không xuất hiện  |                  |                  |
| Các gia đình | |           |                  |                  |                  |                  |                  |                  |                  |                  |                  |
| Nhà Dewey    | - Wiliam (cha) - Buck (con trai)                                                                                   | Nhân loại | Nhân vật lặp lại | Nhân vật lặp lại | Nhân vật lặp lại | Nhân vật lặp lại | Nhân vật lặp lại | Nhân vật lặp lại | Nhân vật lặp lại | Nhân vật lặp lại | Nhân vật lặp lại |
| Yellowtail   | - Vidalia (mẹ) - Hành tây (em trai cùng mẹ khác cha) - Kem chua (anh trai) - Yellowtail (dượng) - Marty (cha ruột) | Nhân loại | Nhân vật lặp lại | Nhân vật lặp lại | Nhân vật lặp lại | Nhân vật lặp lại | Nhân vật lặp lại | Nhân vật lặp lại | Nhân vật lặp lại | Nhân vật lặp lại | Nhân vật lặp lại |
| Nhà Fryman   | - Ông Fyaman (cha) - Ronaldo (anh trai) - Peedee (em trai)                                                         | Nhân loại | Nhân vật lặp lại | Nhân vật lặp lại | Nhân vật lặp lại | Nhân vật lặp lại | Nhân vật lặp lại | Nhân vật lặp lại | Nhân vật lặp lại | Nhân vật lặp lại | Nhân vật lặp lại |
| Nhà Pizza    | - Nanefua (bà ngoại?/bà nội?) - Kiki (chị gái) - Jenny (em gái) - Kofi (cha)                                       | Nhân loại | Nhân vật lặp lại | Nhân vật lặp lại | Nhân vật lặp lại | Nhân vật lặp lại | Nhân vật lặp lại | Nhân vật lặp lại | Nhân vật lặp lại | Nhân vật lặp lại | Nhân vật lặp lại |
| Nhà Miller   | - Barbara (mẹ) - Sadie (con gái)                                                                                   | Nhân loại | Nhân vật lặp lại | Nhân vật lặp lại | Nhân vật lặp lại | Nhân vật lặp lại | Nhân vật lặp lại | Nhân vật lặp lại | Nhân vật lặp lại | Nhân vật lặp lại | Nhân vật lặp lại |
| Nhà Barriga  | - Lars (con trai) - Ông bà Barriga (cha mẹ)                                                                        | Nhân loại | Nhân vật lặp lại | Nhân vật lặp lại | Nhân vật lặp lại | Nhân vật lặp lại | Nhân vật lặp lại | Nhân vật lặp lại | Nhân vật lặp lại | Nhân vật lặp lại | Nhân vật lặp lại |
| Nhà Universe | - Greg Universe (cha) - Steven Universe (con trai) - Andy (bác họ)                                                 | Nhân loại | Gia đình chính   | Gia đình chính   | Gia đình chính   | Gia đình chính   | Gia đình chính   | Gia đình chính   | Gia đình chính   |                  |                  |

## Sự xuất hiện của các nhân vật chính
Lưu ý
- Ám chỉ nhân vật chính nghĩa.
- Ám chỉ nhân vật phản diện.
- Ám chỉ nhân vật phụ.
- Số ký tự (1->52) nhầm ám chỉ số tập nhân vật đó xuất hiện.

| Nhân vật                        | Lần đầu xuất hiện ở tập     | 1  | 2  | 3  | 4  | 5  | Tương lai | Tổng số tập xuất hiện |
| ------------------------------- | --------------------------- | -- | -- | -- | -- | -- | --------- | --------------------- |
| Steven Universe                 | Gem Glow                    | 52 | 26 | 25 | 25 | 32 | 20        | 180                   |
| Ngọc trai                       | Gem Glow                    | 48 | 22 | 18 | 17 | 20 | 17        | 142                   |
| Thạch Anh Tím                   | Gem Glow                    | 48 | 21 | 18 | 18 | 20 | 15        | 140                   |
| Ngọc Hồng Lựu                   | Gem Glow                    | 48 | 22 | 16 | 18 | 22 | 15        | 141                   |
| Thạch Anh Hồng                  | Gem Glow                    | 2  | 3  | 1  | 4  | 6  | 2         | 18                    |
| Lars Barriga                    | Gem Glow                    | 23 | 4  | 2  | 6  | 9  | 4         | 50                    |
| Sadie Miller                    | Gem Glow                    | 21 | 5  | 3  | 6  | 8  | 2         | 45                    |
| Nefrita                         | Gem Glow                    | 3  |    |    | 1  | 2  | 2         | 8                     |
| Greg Universe                   | Laser Light Cannon          | 20 | 6  | 6  | 11 | 11 | 8         | 62                    |
| Connie Maheswaran               | Bubble Buddies              | 12 | 6  | 3  | 8  | 11 | 8         | 48                    |
| Steven dưa hấu                  | Watermelon Steven           | 15 | 6  | 4  | 2  | 9  | 8         | 44                    |
| Ngọc mắt mèo                    | Giant Woman                 | 2  | 1  |    |    | 1  | 1         | 5                     |
| Sugilite                        | Coach Steven                | 1  | 1  |    |    |    | 1         | 3                     |
| Ngọc lưu ly                     | Mirror Gem                  | 5  | 2  | 9  | 6  | 7  | 4         | 33                    |
| Alexandrite                     | Fusion Cuisine              | 1  |    | 1  | 1  | 1  | 3         | 8                     |
| Peridot                         | Warp Tour                   | 4  | 12 | 9  | 7  | 9  | 7         | 48                    |
| Stevonnie                       | Alone Together              | 1  | 1  | 2  | 1  | 6  | 2         | 13                    |
| Jasper                          | The Return                  | 2  | 2  | 6  |    | 1  | 4         | 16                    |
| Hồng ngọc                       | Jail Break                  | 1  | 2  | 1  | 5  | 6  | 3         | 18                    |
| Ngọc bích                       | Jail Break                  | 1  | 2  | 1  | 6  | 7  | 3         | 20                    |
| Thạch anh cầu vồng              | We Need to Talk             |    | 1  |    |    |    |           | 1                     |
| Sardonyx                        | Cry for Help                |    | 2  | 1  | 1  |    | 1         | 5                     |
| Kim cương Xanh                  | The Answer                  |    | 1  |    | 2  | 12 | 5         | 20                    |
| Ngọc trai Xanh                  | The Answer                  |    | 1  |    | 2  | 4  | 2         | 9                     |
| Kim cương Vàng                  | Message Received            |    | 1  |    | 1  | 13 | 5         | 20                    |
| Ngọc trai vàng                  | Message Received            |    | 1  |    | 1  | 4  | 2         | 8                     |
| Eyeball (Hồng ngọc)             | Barn Mates                  |    |    | 5  | 1  | 2  | 1         | 9                     |
| Navy (Hồng ngọc)                | Hit the Diamond             |    |    | 4  | 2  |    |           | 6                     |
| Doc (Hồng ngọc)                 | Hit the Diamond             |    |    | 4  | 1  |    |           | 5                     |
| Leggy (Hồng ngọc)               | Hit the Diamond             |    |    | 4  |    |    |           | 4                     |
| Army (Hồng ngọc)                | Hit the Diamond             |    |    | 4  |    |    |           | 4                     |
| Bismuth                         | Bismuth                     |    |    | 2  | 1  | 9  | 7         | 19                    |
| Thạch anh Ám khói               | Earthlings                  |    |    | 1  | 1  | 2  | 1         | 5                     |
| Đá mã não                       | Gem Heist                   |    |    |    | 2  |    | 1         | 3                     |
| Aquamarine                      | Doug Out                    |    |    |    | 4  | 1  | 1         | 6                     |
| Topaz                           | Doug Out                    |    |    |    | 4  | 1  | 1         | 6                     |
| Rutile song sinh                | Off Colors                  |    |    |    |    | 6  | 2         | 8                     |
| Padparadscha                    | Off Colors                  |    |    |    |    | 6  | 2         | 8                     |
| Fluorite                        | Off Colors                  |    |    |    |    | 5  | 2         | 7                     |
| Rhodonite                       | Off Colors                  |    |    |    |    | 6  | 2         | 8                     |
| Kim cương Trắng                 | The Trial                   |    |    |    |    | 12 |           | 12                    |
| Kim cương Hồng                  | Legs From Here to Homeworld |    |    |    |    | 7  | 4         | 11                    |
| Ngọc trai Hồng/ Ngọc trai Trắng | Legs From Here to Homeworld |    |    |    |    | 5  | 2         | 8                     |
| Thạch anh cầu vồng 2.0          | Change Your Mind            |    |    |    |    | 1  | 1         | 2                     |
| Đá mặt trời                     | Change Your Mind            |    |    |    |    | 1  | 1         | 2                     |
| Obsidian                        | Change Your Mind            |    |    |    |    | 1  | 1         | 2                     |
| Ngọc Trai (hợp chất)            | Volleyball                  |    |    |    |    |    | 1         | 1                     |
| Bluebird Azurite                | Bluebird                    |    |    |    |    |    | 1         | 1                     |
| Lapis Lazuli (tốt bụng)         | Why So Blue?                |    |    |    |    |    | 1         | 1                     |
| Lapis Lazuli (xấu tính)         | Why So Blue?                |    |    |    |    |    | 1         | 1                     |
| Spinel                          | Steven Universe: The Movie  |    |    |    |    |    | 2         | 2                     |

Thêm:

## Nhân vật lặp lại
| Tên nhân vật    | Ảnh hưởng       | Tên người tạo   |
| --------------- | --------------- | --------------- |
| Bí ngô          | Ít ảnh hưởng    | Steven Universe |
| Dưa hấu Stevens | Không ảnh hưởng | Steven Universe |

## Hợp thể đá quý
| Tên hợp thể                                 | Tên đá quý hợp thể                                    | Xuất hiện lần đầu          |
| ------------------------------------------- | ----------------------------------------------------- | -------------------------- |
| Opal (ngọc mắt mèo)                         | - Ngọc trai - Thạch anh tím                           | Giant Woman                |
| Sugilite                                    | - Hồng ngọc - Ngọc bích - Thạch anh Tím               | Coach Steven               |
| Alexandrite                                 | - Ngọc bích - Thạch anh tím - Hồng ngọc - Ngọc trai   | Fusion Cuisine             |
| Stevonnie                                   | - Steven - Connie                                     | Alone Together             |
| Malachite                                   | - Jasper - Ngọc lưu ly                                | Jail Break                 |
| Rainbow Quartz (thạch anh cầu vồng)         | - Thạch anh hồng - Ngọc trai                          | We Need To Talk            |
| Rainbow Quartz 2.0 (thạch anh cầu vồng 2.0) | - Steven - Ngọc trai                                  | Change Your Mind           |
| Sardonyx                                    | - Ngọc trai - Hồng ngọc - Ngọc bích                   | Cry For Help               |
| Smoky Quartz                                | - Thạch anh tím - Steven                              | Earthlings                 |
| Obsidian                                    | - Ruby - Saphire - Steven - Ngọc trai - Thạch anh tím | Change Your Mind           |
| Steg                                        | - Greg - Steven                                       | Steven Universe: the Movie |
| Mega Pearl                                  | - Ngọc trai - Ngọc trai hồng                          | Volleyball                 |

## Lưu ý
Lưu ý
 Nhân vật chính & Chính   Ám chỉ các nhân vật  xuất hiện nhiều trong thời lượng phát sóng 
 Phụ  Ám chỉ các nhân vật ít xuất hiện trên thời lượng phát sóng 
 Phản diện chính & Phản diện  Ám chỉ các nhân vật phản diện xuất hiện nhiều trong thời lượng phát sóng    
 Khách mời  Nhằm ám chỉ các nhân vật  chỉ xuất hiện một vài tập 
 Nhân vật lặp lại  Nhằm ám chỉ các nhân vật lặp lại nhiều lần trong nhiều tập 
 Phản diện  Nhằm ám chỉ các nhân vật phản diện trong vài tập